# Рьоммеґрьот
Рьоммеґрь́от (норв. rømmegrøt) — традиційна норвезька каша, що готується зі сметани, незбираного молока, пшеничного борошна, масла та солі. Rømme — норвезьке слово, що означає «сметана»; grøt перекладається як «каша». 
Традиційно рьоммеґрь́от — це делікатес, який готують для особливих випадків, включаючи свята. Сама страва густа і солодка, її зазвичай поливають маслом і посипають цукром та меленою корицею. Зазвичай до столу подають у маленьких чашках з невеликою кількістю масла, посипаного коричневим цукром, корицею та вершками, нерідко додають в'ялене м'ясо.

У Вестбі, штат Вісконсін, місті, яке шанує свою норвезьку спадщину, щорічно проходить конкурс поїдання rømmegrøt.